# Luciana Lamorgese
Luciana Lamorgese (Potenza, 1953. szeptember 11. –) olasz ügyvéd és politikus, 2019-től Olaszország belügyminisztere.

## Élete
Lamorgese 2010 és 2113 között Prefetto di Venezia majd 2017 és 2018 között Prefetto di Milano volt.

## Fordítás
- Ez a szócikk részben vagy egészben  a   Luciana Lamorgese című német Wikipédia-szócikk fordításán alapul.  Az eredeti cikk szerkesztőit annak laptörténete sorolja fel. Ez a jelzés csupán a megfogalmazás eredetét és a szerzői jogokat jelzi, nem szolgál a cikkben szereplő információk forrásmegjelöléseként.